# Allan McNish
Allan McNish (ur. 29 grudnia 1969 w Dumfries w Szkocji) – brytyjski kierowca wyścigowy.
Zwycięzca 24-godzinnego wyścigu w Le Mans w 1998 oraz American Le Mans Series w 2000. Jednak największą sławę zdobył jako kierowca startujący w Formule 1. W latach 1990–2001 i 2003 był testerem poszczególnych zespołów F1, a w 2002 startował jako kierowca wyścigowy w zespole Panasonic Toyota Racing. Obecnie mieszka w Monte Carlo. W sezonach 2006–2007 ponownie triumfował w American Le Mans Series. W 2008 roku znów wygrał 24h Le Mans oraz został mistrzem Le Mans Series.